# Lista de países por taxa de suicídio

Mapa da taxa de suicídio (a cada 100.000 pessoas) no mundo em 2021:
> 30
20 – 30
15 – 20
10 – 15
5 – 10
0 – 5
Dados indisponíveis

A seguir estão listas de países por taxa de suicídio, conforme publicadas pela Organização Mundial da Saúde (OMS) e outras fontes.
Cerca de uma pessoa em 5 000–15 000 morre por suicídio a cada ano, com uma taxa global estimada de 10,5 para cada 100.000 habitantes. Em países modernizados de alta renda, as taxas de comportamentos suicidas masculinos e femininos diferem muito em comparação com as do resto do mundo: embora as mulheres sejam mais propensas a pensamentos suicidas, as taxas de suicídio são maiores entre os homens (o suicídio em homens foi descrito como uma "epidemia silenciosa"). O estado mais suicida em todo o mundo é, por uma ampla margem, a Groenlândia, com Lesoto sendo o país mais suicida. A África é a região mais suicida do mundo, enquanto o Mediterrâneo Oriental é a menos.
De acordo com um estudo recente, o número absoluto de mortes por suicídio aumentou 6,7% de 762.000 pessoas para 817.000 pessoas anualmente entre 1990 e 2016, enquanto as taxas de suicídio padronizadas por idade caíram em um terço. Em todo o mundo, as taxas em 2016 foram de cerca de 16 mortes por 100.000 homens e 7 mortes por 100.000 mulheres: as mulheres também experimentaram uma queda maior em comparação com os homens durante o período de estudo.

## Dados

### Dados mais recentes
|     | País                           | Todos | Homens | Mulheres |
| --- | ------------------------------ | ----- | ------ | -------- |
| 1   | Afeganistão                    | 6,0   | 6,2    | 5,7      |
| 2   | Albânia                        | 3,7   | 5,3    | 2,2      |
| 3   | Argélia                        | 2,6   | 3,3    | 1,9      |
| 4   | Angola                         | 12,6  | 21,7   | 4,7      |
| 5   | Antígua e Barbuda              | 0,3   | 0,0    | 0,6      |
| 6   | Argentina                      | 8,1   | 13,5   | 3,3      |
| 7   | Arménia                        | 2,7   | 4,9    | 1,0      |
| 8   | Austrália                      | 11,3  | 17,0   | 5,6      |
| 9   | Áustria                        | 10,4  | 16,6   | 4,6      |
| 10  | Azerbaijão                     | 4,0   | 6,6    | 1,5      |
| 11  | Bahamas                        | 3,4   | 5,8    | 1,2      |
| 12  | Bahrein                        | 7,2   | 9,9    | 2,3      |
| 13  | Bangladesh                     | 3,9   | 6,0    | 1,7      |
| 14  | Barbados                       | 0,3   | 0,5    | 0,2      |
| 15  | Bielorrússia                   | 16,5  | 30,1   | 5,3      |
| 16  | Bélgica                        | 13,9  | 19,6   | 8,4      |
| 17  | Belize                         | 7,7   | 13,6   | 1,8      |
| 18  | Benim                          | 12,7  | 20,3   | 6,1      |
| 19  | Butão                          | 5,1   | 6,8    | 3,1      |
| 20  | Bolívia                        | 6,8   | 9,6    | 4,2      |
| 21  | Bósnia e Herzegovina           | 8,3   | 13,5   | 3,4      |
| 22  | Botswana                       | 20,2  | 35,5   | 7,8      |
| 23  | Brasil                         | 6,4   | 10,3   | 2,8      |
| 24  | Brunei                         | 2,5   | 4,2    | 0,8      |
| 25  | Bulgária                       | 6,5   | 10,6   | 2,9      |
| 26  | Burquina Fasso                 | 14,4  | 24,5   | 6,5      |
| 27  | Burundi                        | 12,1  | 18,9   | 6,4      |
| 28  | Cabo Verde                     | 15,2  | 27,4   | 5,1      |
| 29  | Camboja                        | 5,5   | 8,4    | 3,1      |
| 30  | Camarões                       | 15,9  | 25,2   | 7,6      |
| 31  | Canadá                         | 10,3  | 15,3   | 5,4      |
| 32  | República Centro-Africana      | 23,0  | 39,6   | 9,3      |
| 33  | Chade                          | 13,2  | 20,2   | 6,9      |
| 34  | Chile                          | 8,0   | 13,4   | 3,0      |
| 35  | China                          | 6,7   | 8,6    | 4,8      |
| 34  | Colômbia                       | 3,7   | 6,0    | 1,7      |
| 37  | Comores                        | 8,5   | 11,3   | 5,8      |
| 38  | República do Congo             | 11,6  | 18,3   | 6,1      |
| 39  | Costa Rica                     | 7,6   | 13,3   | 1,9      |
| 40  | Costa do Marfim                | 15,7  | 25,7   | 5,0      |
| 41  | Croácia                        | 11,0  | 17,7   | 5,1      |
| 42  | Cuba                           | 10,2  | 16,7   | 4,1      |
| 43  | Chipre                         | 3,2   | 5,3    | 1,1      |
| 44  | República Checa                | 9,5   | 15,4   | 3,8      |
| 45  | Coreia do Norte                | 8,2   | 10,6   | 6,3      |
| 46  | República Democrática do Congo | 12,4  | 20,7   | 5,0      |
| 47  | Dinamarca                      | 7,6   | 11,1   | 4,2      |
| 48  | Djibouti                       | 11,9  | 16,3   | 7,6      |
| 49  | República Dominicana           | 5,1   | 8,5    | 1,9      |
| 50  | Equador                        | 7,7   | 11,9   | 3,6      |
| 51  | Egito                          | 3,4   | 4,7    | 2,2      |
| 52  | El Salvador                    | 6,1   | 11,1   | 2,1      |
| 53  | Guiné Equatorial               | 13,5  | 18,5   | 8,8      |
| 54  | Eritreia                       | 17,3  | 27,2   | 8,3      |
| 55  | Estónia                        | 12,0  | 20,2   | 4,5      |
| 56  | Essuatíni                      | 40,5  | 78,7   | 6,4      |
| 57  | Etiópia                        | 9,5   | 14,2   | 5,2      |
| 58  | Fiji                           | 9,5   | 13,1   | 6,0      |
| 59  | Finlândia                      | 13,4  | 20,1   | 6,8      |
| 60  | França                         | 9,7   | 15,2   | 4,5      |
| 61  | Gabão                          | 13,1  | 23,3   | 3,8      |
| 62  | Gâmbia                         | 9,6   | 13,3   | 6,2      |
| 63  | Geórgia                        | 7,7   | 14,0   | 2,2      |
| 64  | Alemanha                       | 8,3   | 12,8   | 3,9      |
| 65  | Gana                           | 10,5  | 20,0   | 1,8      |
| 66  | Grécia                         | 3,6   | 5,9    | 1,5      |
| 67  | Granada                        | 0,6   | 0,5    | 0,7      |
| 68  | Guatemala                      | 6,2   | 10,3   | 2,5      |
| 69  | Guiné                          | 12,3  | 18,4   | 8,0      |
| 70  | Guiné-Bissau                   | 12,4  | 19,8   | 6,7      |
| 71  | Guiana                         | 40,9  | 65,0   | 17,0     |
| 72  | Haiti                          | 11,2  | 14,9   | 8,0      |
| 73  | Honduras                       | 2,6   | 4,4    | 1,0      |
| 74  | Hungria                        | 11,8  | 19,1   | 5,5      |
| 75  | Islândia                       | 11,2  | 18,7   | 3,5      |
| 76  | Índia                          | 12,9  | 14,7   | 11,1     |
| 77  | Indonésia                      | 2,6   | 4,0    | 1,2      |
| 78  | Irã                            | 5,1   | 7,5    | 2,8      |
| 79  | Iraque                         | 4,7   | 7,3    | 2,4      |
| 80  | República da Irlanda           | 8,9   | 14,3   | 3,6      |
| 81  | Israel                         | 5,2   | 8,3    | 2,1      |
| 82  | Itália                         | 4,3   | 6,7    | 2,1      |
| 83  | Jamaica                        | 2,3   | 3,6    | 1,0      |
| 84  | Japão                          | 12,2  | 17,5   | 6,9      |
| 85  | Jordânia                       | 2,0   | 3,0    | 0,9      |
| 86  | Cazaquistão                    | 18,1  | 30,9   | 6,9      |
| 87  | Quénia                         | 11,0  | 18,1   | 5,3      |
| 88  | Kiribati                       | 30,6  | 53,6   | 9,5      |
| 89  | Kuwait                         | 2,7   | 3,8    | 0,7      |
| 90  | Quirguistão                    | 8,3   | 13,5   | 3,5      |
| 91  | Laos                           | 6,0   | 8,6    | 3,5      |
| 92  | Letónia                        | 16,1  | 29,0   | 4,6      |
| 93  | Líbano                         | 2,8   | 3,9    | 1,7      |
| 94  | Lesoto                         | 87,5  | 146,9  | 34,6     |
| 95  | Libéria                        | 7,4   | 9,4    | 5,5      |
| 96  | Líbia                          | 4,5   | 6,1    | 2,9      |
| 97  | Lituânia                       | 20,2  | 36,1   | 6,2      |
| 98  | Luxemburgo                     | 8,6   | 11,8   | 5,4      |
| 99  | Madagáscar                     | 9,2   | 13,3   | 5,4      |
| 100 | Malawi                         | 10,6  | 20,0   | 3,3      |
| 101 | Malásia                        | 5,8   | 9,0    | 2,4      |
| 102 | Maldivas                       | 2,8   | 4,1    | 0,9      |
| 103 | Mali                           | 8,0   | 10,5   | 5,7      |
| 104 | Malta                          | 5,3   | 8,4    | 2,3      |
| 105 | Mauritânia                     | 5,5   | 7,4    | 3,9      |
| 106 | Maurícia                       | 8,8   | 15,0   | 2,5      |
| 107 | México                         | 5,3   | 8,7    | 2,2      |
| 108 | Micronésia                     | 29,0  | 44,3   | 13,2     |
| 109 | Mongólia                       | 18,0  | 31,1   | 5,6      |
| 110 | Montenegro                     | 16,2  | 25,4   | 7,9      |
| 111 | Marrocos                       | 7,3   | 10,1   | 4,7      |
| 112 | Moçambique                     | 23,2  | 42,6   | 8,9      |
| 113 | Myanmar                        | 3,0   | 5,1    | 1,1      |
| 114 | Namíbia                        | 13,5  | 24,9   | 4,4      |
| 115 | Nepal                          | 9,8   | 18,6   | 2,9      |
| 116 | Países Baixos                  | 9,3   | 12,5   | 6,1      |
| 117 | Nova Zelândia                  | 10,3  | 15,4   | 5,4      |
| 118 | Nicarágua                      | 4,7   | 7,8    | 1,9      |
| 119 | Níger                          | 10,1  | 14,1   | 6,4      |
| 120 | Nigéria                        | 6,9   | 10,1   | 3,8      |
| 121 | Macedónia do Norte             | 7,2   | 11,0   | 3,5      |
| 122 | Noruega                        | 11,8  | 15,8   | 7,7      |
| 123 | Omã                            | 4,5   | 6,4    | 1,1      |
| 124 | Paquistão                      | 9,8   | 14,6   | 4,8      |
| 125 | Panamá                         | 2,9   | 4,8    | 1,0      |
| 126 | Papua-Nova Guiné               | 3,6   | 5,2    | 1,9      |
| 127 | Paraguai                       | 6,2   | 9,0    | 3,3      |
| 128 | Peru                           | 2,7   | 4,1    | 1,4      |
| 129 | Filipinas                      | 2,5   | 3,9    | 1,3      |
| 130 | Polónia                        | 9,3   | 16,5   | 2,4      |
| 131 | Portugal                       | 7,2   | 11,6   | 3,5      |
| 132 | Catar                          | 4,7   | 5,7    | 1,7      |
| 133 | Coreia do Sul                  | 21,2  | 29,7   | 13,4     |
| 134 | Moldávia                       | 12,2  | 22,1   | 3,3      |
| 135 | Romênia                        | 7,3   | 12,6   | 2,4      |
| 136 | Rússia                         | 21,6  | 38,2   | 7,2      |
| 137 | Ruanda                         | 9,5   | 14,8   | 5,0      |
| 138 | Santa Lúcia                    | 6,9   | 12,5   | 1,5      |
| 139 | São Vicente e Granadinas       | 1,0   | 1,3    | 0,7      |
| 140 | Samoa                          | 14,6  | 20,9   | 7,8      |
| 141 | São Tomé e Príncipe            | 2,2   | 3,3    | 1,2      |
| 142 | Arábia Saudita                 | 5,4   | 7,8    | 1,9      |
| 143 | Senegal                        | 11,0  | 18,5   | 5,2      |
| 144 | Sérvia                         | 7,9   | 12,2   | 3,9      |
| 145 | Seicheles                      | 7,7   | 14,0   | 1,3      |
| 146 | Serra Leoa                     | 11,3  | 14,8   | 8,2      |
| 147 | Singapura                      | 9,7   | 12,7   | 6,4      |
| 148 | Eslováquia                     | 9,3   | 16,7   | 2,6      |
| 149 | Eslovénia                      | 14,0  | 22,7   | 5,5      |
| 150 | Ilhas Salomão                  | 17,4  | 32,2   | 2,4      |
| 151 | Somália                        | 14,7  | 22,8   | 7,1      |
| 152 | África do Sul                  | 23,5  | 37,9   | 9,8      |
| 153 | Sudão do Sul                   | 6,7   | 10,4   | 3,4      |
| 154 | Espanha                        | 5,3   | 7,9    | 2,8      |
| 155 | Sri Lanka                      | 12,9  | 20,9   | 6,1      |
| 156 | Sudão                          | 4,8   | 6,3    | 3,3      |
| 157 | Suriname                       | 25,9  | 41,3   | 11,8     |
| 158 | Suécia                         | 12,4  | 16,9   | 7,7      |
| 159 | Suíça                          | 9,8   | 14,2   | 5,7      |
| 160 | Síria                          | 2,1   | 3,5    | 0,8      |
| 161 | Tajiquistão                    | 5,3   | 7,4    | 3,4      |
| 162 | Tailândia                      | 8,0   | 13,9   | 2,3      |
| 163 | Timor-Leste                    | 4,5   | 6,7    | 2,4      |
| 164 | Togo                           | 14,8  | 24,0   | 6,5      |
| 165 | Tonga                          | 4,4   | 5,9    | 2,9      |
| 166 | Trindade e Tobago              | 8,3   | 13,1   | 3,7      |
| 167 | Tunísia                        | 3,2   | 4,6    | 1,8      |
| 168 | Turquia                        | 2,3   | 3,6    | 1,2      |
| 169 | Turquemenistão                 | 6,1   | 9,4    | 2,9      |
| 170 | Uganda                         | 10,4  | 19,4   | 3,7      |
| 171 | Ucrânia                        | 17,7  | 32,7   | 4,7      |
| 172 | Emirados Árabes Unidos         | 5,2   | 6,3    | 2,6      |
| 173 | Reino Unido                    | 6,9   | 10,4   | 3,4      |
| 174 | Tanzânia                       | 8,2   | 13,5   | 3,7      |
| 175 | Estados Unidos                 | 14,5  | 22,4   | 6,8      |
| 176 | Uruguai                        | 18,8  | 31,1   | 7,7      |
| 177 | Uzbequistão                    | 8,3   | 11,8   | 4,9      |
| 178 | Vanuatu                        | 21,0  | 33,1   | 9,0      |
| 179 | Venezuela                      | 2,1   | 3,7    | 0,7      |
| 180 | Vietnã                         | 7,2   | 10,6   | 4,2      |
| 181 | Iémen                          | 7,1   | 9,0    | 5,3      |
| 182 | Zâmbia                         | 14,4  | 25,7   | 5,3      |
| 183 | Zimbabwe                       | 23,6  | 37,8   | 13,5     |
|     | África                         | 11,2  | 18,0   | 5,2      |
|     | Américas                       | 9,0   | 14,2   | 4,1      |
|     | Sudeste Asiático               | 10,2  | 12,3   | 8,1      |
|     | Europa                         | 10,5  | 17,1   | 4,3      |
|     | Leste do Mediterrâneo          | 6,4   | 9,2    | 3,5      |
|     | Pacífico Ocidental             | 7,2   | 9,7    | 4,8      |
|     | Global                         | 9,0   | 12,6   | 5,4      |

### Análise
| Grupo de renda (% da pop. global)   | Suicídios, 2012 (em milhares) | % global | Taxa (2012) | Masculino:Feminino (2012) |
| ----------------------------------- | ----------------------------- | -------- | ----------- | ------------------------- |
| Países de alta renda (18,3%)        | 197                           | 24,5%    | 12,7        | 3,5:1                     |
| Países de renda média alta (34,3%)  | 192                           | 23,8%    | 7,5         | 1,3:1                     |
| Países de renda média baixa (35,4%) | 333                           | 41,4%    | 14,1        | 1,7:1                     |
| Países de baixa renda (12,0%)       | 82                            | 10,2%    | 13,4        | 1,7:1                     |
| Global (100,0%)                     | 804                           | 100,0%   | 11,4        | 1,9:1                     |

As taxas de suicídio de homens e mulheres são calculadas a partir da população masculina total e da população feminina total, respectivamente (isto é, número total de suicídios masculinos dividido pela população masculina total). As taxas padronizadas por idade são responsáveis pela influência que diferentes distribuições de idade da população podem ter na análise das taxas brutas de mortalidade, abordando estatisticamente as tendências prevalecentes por grupos de idade e estruturas populacionais, para melhorar a comparabilidade transnacional de longo prazo: com base no desvio dos grupos etários em relação às estruturas populacionais padronizadas, as taxas são arredondadas para cima ou para baixo (ajuste por idade). Basicamente, a presença de indivíduos mais jovens em qualquer estrutura de idade tem mais peso: se a taxa for arredondada para cima, significa que a mediana da idade é inferior à média para aquela região (ou país), e vice-versa quando arredondada para baixo.
A maioria dos países listados acima relata uma taxa mais alta de suicídio masculino, já que em todo o mundo há cerca de 3 suicídios masculinos a cada 4 suicídios, ou um fator de 3:1 (por exemplo, nos Estados Unidos foi de 3,36 em 2015 e 3,53 em 2016).